# Тіджикжа
Тіджи́кжа (араб. تجكجة, фр. Tidjikdja) — місто в південно-центральній Мавританії, адміністративний центр області Тагант, а також департаменту Тіджикжа. Засноване в 1680 році. Населення за даними на 2010 рік - 18 586 осіб . Діє аеропорт Тіджикжа. Місто розташоване на висоті 323 м над рівнем моря . Сусідні міста і селища: Муджерія (65,8 км), Ксар-ель-Барка (46,4 км), Рашид (21,3 км), Ксар-ель-Халі (143,4 км), Будмейт (67,1 км).

## Клімат
Місто знаходиться у зоні, котра характеризується кліматом тропічних пустель. Найтепліший місяць — червень із середньою температурою 35 °C (95 °F). Найхолодніший місяць — січень, із середньою температурою 20.6 °С (69 °F).
| Клімат Тіджикжи         | Клімат Тіджикжи | Клімат Тіджикжи | Клімат Тіджикжи | Клімат Тіджикжи | Клімат Тіджикжи | Клімат Тіджикжи | Клімат Тіджикжи | Клімат Тіджикжи | Клімат Тіджикжи | Клімат Тіджикжи | Клімат Тіджикжи | Клімат Тіджикжи | Клімат Тіджикжи |
| Показник                | Січ.            | Лют.            | Бер.            | Квіт.           | Трав.           | Черв.           | Лип.            | Серп.           | Вер.            | Жовт.           | Лист.           | Груд.           | Рік             |
| Абсолютний максимум, °C | 39              | 37              | 41              | 42              | 45              | 45              | 45              | 45              | 42              | 41              | 38              | 35              | 45              |
| Середній максимум, °C   | 25              | 28              | 31              | 35              | 38              | 39              | 37              | 37              | 37              | 35              | 31              | 26              | 33              |
| Середня температура, °C | 20              | 23              | 26              | 30              | 32              | 35              | 33              | 32              | 32              | 31              | 26              | 21              | 28              |
| Середній мінімум, °C    | 15              | 17              | 20              | 24              | 27              | 29              | 28              | 28              | 28              | 25              | 21              | 16              | 23              |
| Абсолютний мінімум, °C  | 6               | 8               | 10              | 10              | 17              | 18              | 21              | 20              | 17              | 17              | 10              | 7               | 6               |
| Днів з опадами          | 1               | 0               | 1               | 0               | 1               | 1               | 1               | 1               | 2               | 1               | 1               | 0               | 10              |
| ----------------------- | --------------- | --------------- | --------------- | --------------- | --------------- | --------------- | --------------- | --------------- | --------------- | --------------- | --------------- | --------------- | --------------- |
| Джерело: Weatherbase    |                 |                 |                 |                 |                 |                 |                 |                 |                 |                 |                 |                 |                 |